# Eriberto Leão
Eriberto de Castro Leão Monteiro (São José dos Campos, 11 de junho de 1972) é um ator brasileiro.

## Biografia
Filho da estilista pernambucana Telma de Castro Leão Monteiro, e do empresário paulista Eriberto Monteiro, Eriberto Leão nasceu no dia 11 de junho de 1972 na cidade de São José dos Campos, interior de São Paulo.
Entre 1999 e 2004 namorou a atriz  Suzana Alves. Em 2009 começou a namorar a atriz Andrea leal, com quem se casou em 2010. O casal tem dois filhos: João, nascido em 5 de fevereiro de 2011 e Gael, nascido em 2 de setembro de 2017. Em abril de 2011 perdeu seu pai, falecido em uma cirurgia cardíaca.

## Carreira
Aos 15, foi cantor e tocou guitarra na banda punk chamada Hip Monsters, porém, abriu mão da carreira de músico. E paralelamente fosse rebelde, ele era tímido para algumas coisas, então sua mãe, o colocou no teatro, porém foi expulso. Depois do término do colégio, com 17, foi para o Instituto Célia Helena e depois se formou pela Escola de Arte Dramática da Universidade de São Paulo e aos 20, foi para Nova York estudar no Lee Strasberg Theatre and Film Institute. De volta ao Brasil, conseguiu seu primeiro trabalho, a novela Antônio dos Milagres e numa montagem de Ventania, com direção de Gabriel Villela, em 1996. Posteriormente viveu um dos protagonistas da novela O Amor Está no Ar. Em 1998 integrou o elenco da novela Serras Azuis. 
Em 2004 retorna a Rede Globo e integra o elenco de Cabocla, na pele do peão Tomé. Em 2006 retorna as novelas no remake de Sinhá Moça, fazendo par romântico com Vanessa Giácomo, e retomando a parceria com a atriz em Duas Caras.
No cinema, a sua estreia foi no longa Onde Andará Dulce Veiga?, de Guilherme de Almeida Prado, lançado em 2008. No ano seguinte protagonizou ao lado de Nathalia Dill, o remake da novela Paraíso. Eriberto também esteve nos filmes Intruso, de Paulo Fontenelle e Um Homem Qualquer, de Caio Vecchio. Em 2011, protagonizou o filme Assalto ao Banco Central, que conta a história do Assalto ao Banco Central do Brasil em Fortaleza. Em 2012, entrou para o elenco do filme De Pernas pro Ar 2, continuação da comédia homônima estrelada por Ingrid Guimarães. Em 2011 viveu o mocinho Pedro Brandão na novela Insensato Coração. Em 2012 fez uma participação especial em A Vida da Gente, onde seu personagem acaba se envolvendo com a protagonista Manuela, interpreta por Marjorie Estiano. No mesmo ano da vida ao boxeador Ulisses em Guerra dos Sexos. No ano de 2014 integrou o elenco de Malhação Sonhos interpretando Gael, um mestre em muay thai e pai das protagonistas vividas por Bruna Hamú e Isabella Santoni. Em 2016 deu viva ao grande vilão Ernesto em Êta Mundo Bom!. No ano seguinte interpretou o médico homossexual Samuel, no grande sucesso O Outro Lado do Paraíso. 

## Filmografia

### Televisão
| Ano  | Título                             | Papel                                            | Nota                                                  |
| ---- | ---------------------------------- | ------------------------------------------------ | ----------------------------------------------------- |
| 1996 | Antônio dos Milagres               | Fernando Bulhões / Santo Antônio                 |                                                       |
| 1997 | O Amor Está no Ar                  | João Fernando Amaral                             |                                                       |
| 1998 | Serras Azuis                       | Padre Walter                                     |                                                       |
| 1999 | Sandy & Junior                     | Luca Amaro                                       | Episódio: "Hoje é Dia de Aula" Episódio: "O Festival" |
| 2000 | Marcas da Paixão                   | Ivan Barreto / Zito                              |                                                       |
| 2004 | Cabocla                            | Tomé de Barretos                                 |                                                       |
| 2004 | Sob Nova Direção                   | Luciano                                          | Episódio: "Simpatia é Quase Horror"                   |
| 2005 | Linha Direta                       | Capitão Wilson Machado                           | Episódio: "Bomba do Rio Centro"                       |
| 2006 | Sinhá Moça                         | Dimas Marques / Rafael das Dores                 |                                                       |
| 2006 | Por Toda Minha Vida                | César Camargo Mariano                            | Episódio: "Elis Regina"                               |
| 2007 | Amazônia, de Galvez a Chico Mendes | Genésio de Castro                                |                                                       |
| 2007 | Linha Direta                       | Roberto Rodrigues                                | Episódio: "A Primeira Tragédia de Nelson Rodrigues"   |
| 2007 | Duas Caras                         | Ítalo Negroponte                                 | Episódios: "1 de outubro–27 de novembro"              |
| 2008 | Casos e Acasos                     | Cadu                                             | Episódio: "A Câmera Escondida, o Chá de Fralda"       |
| 2008 | Casos e Acasos                     | Erasmo                                           | Episódio: "O Bombeiro, o Furto e a Foto"              |
| 2008 | Casos e Acasos                     | Henrique                                         | Episódio: "O Ex, a Promoção e o Vizinho"              |
| 2008 | Três Irmãs                         | Robinho                                          | Episódios: "15–30 de setembro"                        |
| 2009 | Paraíso                            | José Eleutério Ferrabraz (Zeca / Filho do Diabo) |                                                       |
| 2009 | Deu a Louca no Tempo               | Alberto                                          |                                                       |
| 2010 | As Cariocas                        | Eduardo                                          | Episódio: "A Iludida de Copacabana"                   |
| 2011 | Insensato Coração                  | Pedro Brandão                                    |                                                       |
| 2011 | Malhação                           | Ele mesmo                                        | Episódio: "2 de novembro"                             |
| 2012 | A Vida da Gente                    | Gabriel Laporta                                  | Episódios: "2 de fevereiro–2 de março"                |
| 2012 | Guerra dos Sexos                   | Ulisses da Silva                                 |                                                       |
| 2014 | Amor à Vida                        | André Maia                                       | Episódios: "28–31 de janeiro"                         |
| 2014 | As Canalhas                        | Guto                                             | Episódio: "Rose, A Terapeuta Exemplar"                |
| 2014 | Por Isso Eu Sou Vingativa          | Tim                                              | Episódio: "9 de maio"                                 |
| 2014 | Malhação Sonhos                    | Gael Duarte                                      | Temporada 22                                          |
| 2016 | Êta Mundo Bom!                     | Ernesto Dias                                     |                                                       |
| 2017 | A Lei do Amor                      | Leonardo Massolo Spanzetti (Léo)                 | Episódios: "25 de fevereiro–28 de março"              |
| 2017 | A Cara do Pai                      | Bernardo Campanelli                              | Episódio: "Encontros e Desencontros"                  |
| 2017 | Show dos Famosos                   | Participante                                     | Temporada 1                                           |
| 2017 | O Outro Lado do Paraíso            | Dr. Samuel dos Passos                            |                                                       |
| 2018 | Pais de Primeira                   | Pascoal                                          |                                                       |
| 2019 | O Sétimo Guardião                  | Afrânio Costa                                    | Episódios: "15–17 de maio"                            |
| 2019 | Ilha de Ferro                      | Diogo Bravo                                      | Temporada 2                                           |
| 2019 | Popstar                            | Participante                                     | Temporada 3                                           |
| 2022 | Além da Ilusão                     | Leônidas Lobato                                  |                                                       |
| 2023 | Terra e Paixão                     | Dirceu Elói Aldrava                              | Episódios: "14–23 de dezembro"                        |
| 2024 | Mania de Você                      | Robson Santini                                   |                                                       |
| 2025 | Êta Mundo Melhor!                  | Ernesto Dias                                     |                                                       |

### Cinema
| Ano  | Título                              | Papel                           | Nota           |
| ---- | ----------------------------------- | ------------------------------- | -------------- |
| 2008 | Onde Andará Dulce Veiga?            | Caio                            |                |
| 2009 | Intruso                             | Intruder                        |                |
| 2009 | Um Homem Qualquer                   | Jonas                           |                |
| 2010 | Viver!                              | Prometeu                        | Curta-metragem |
| 2010 | O Bolo                              | Cadu                            | Curta-metragem |
| 2011 | Malu de Bicicleta                   | Garçom                          |                |
| 2011 | Assalto ao Banco Central            | Mineiro                         |                |
| 2012 | De Pernas pro Ar 2                  | Ricardo                         |                |
| 2012 | Três Caminhos                       | Delegado Leandro                | Média-metragem |
| 2013 | O Bolo                              | Cadu                            | Curta-metragem |
| 2014 | Luiza                               | Homem                           | Curta-metragem |
| 2014 | O Senhor do Labirinto               | Humberto Magalhães Leoni        |                |
| 2015 | S2                                  | Ele mesmo                       | Curta-metragem |
| 2016 | A Menina Índigo                     | Geremias Souto                  |                |
| 2016 | O que Seria Deste Mundo sem Paixão? | Personagem da obra              |                |
| 2019 | Intruso                             | Intruso                         |                |
| 2022 | Assalto na Paulista                 | Rubens                          |                |
| 2022 | Maior que o Mundo                   | Carlos Alberto Castanho (Kbeto) |                |

## Teatro
| Ano  | Título                             | Papel / Função                    |
| ---- | ---------------------------------- | --------------------------------- |
| 1996 | Ventania                           | Vicente                           |
| 1999 | Alma de Todos os Tempos            | Autor da peça com Gabriel Villela |
| 2001 | O Evangelho Segundo Jesus Cristo   | Jesus                             |
| 2003 | Bruxas de Salém                    | John Proctor                      |
| 2003 | O Karma Cor de Rosa                |                                   |
| 2005 | Paixão de Cristo de Nova Jerusalém | Jesus                             |
| 2007 | Fala Baixo Senão eu Grito          | Ladrão                            |
| 2010 | Paixão de Cristo de Nova Jerusalém | Jesus                             |
| 2012 | A Mecânica das Borboletas          | Rômulo                            |
| 2013 | Jim                                | Jim Morrison                      |
| 2019 | Fim de Caso                        | Maurice Bendrix                   |
| 2022 | O Astronauta                       | Astronauta                        |
| 2023 | Paixão de Cristo de Nova Jerusalém | Pôncio Pilatos                    |
| 2023 | Funny Girl                         | Nicky Arnstein                    |

## Prêmios e indicações
| Ano  | Prêmio                               | Categoria               | Nomeações             | Resultado | Ref    |
| ---- | ------------------------------------ | ----------------------- | --------------------- | --------- | ------ |
| 2004 | Prêmio Globo de Melhores do Ano      | Melhor Ator Coadjuvante | Cabocla               | Indicado  |        |
| 2005 | Prêmio Contigo! de TV                | Melhor Ator Coadjuvante | Cabocla               | Indicado  | [ 53 ] |
| 2009 | Prêmio Globo de Melhores do Ano      | Melhor Ator             | Paraíso               | Venceu    | [ 54 ] |
| 2009 | Prêmio Arte Qualidade Brasil         | Melhor Ator             | Paraíso               | Indicado  | [ 55 ] |
| 2009 | Prêmio Extra de Televisão            | Melhor Ator             | Paraíso               | Indicado  | [ 56 ] |
| 2010 | Prêmio Contigo! de TV                | Melhor Ator             | Paraíso               | Indicado  | [ 57 ] |
| 2010 | Festival de Cinema e Vídeo de Cuiabá | Melhor Ator             | Um Homem Qualquer     | Venceu    |        |
| 2013 | Prêmio Quem de Teatro                | Melhor Ator de Teatro   | Jim                   | Venceu    | [ 58 ] |
| 2013 | Prêmio Contigo! de TV                | Melhor Ator             | Guerra dos Sexos      | Indicado  | [ 59 ] |
| 2015 | Grande Prêmio do Cinema Brasileiro   | Melhor Ator Coadjuvante | O Senhor do Labirinto | Indicado  | [ 60 ] |
| 2016 | Troféu UOL TV e Famosos              | Melhor Ator             | Êta Mundo Bom!        | Indicado  |        |